# Jean Brezolles
Jean Lelong dont le nom de plume est Jean Brezolles, né le 12 février 1884 à Dreux et mort pour la France à Champien dans le département de la Somme, le 25 septembre 1914, est un avocat et journaliste français du XXe siècle. Son nom de plume est inscrit au Panthéon dans la liste des 560 écrivains morts pour la France.

## Biographie
Jean René Lelong, né le 12 février 1884 à Dreux, est le fils de Fabien Adolphe Victor Lelong (1847-1926), avoué auprès le tribunal de première instance de Dreux et de Marie Denise Dupont (1857-1932).
Après son enfance à Dreux, il vient à Paris poursuivre sa scolarité au lycée Louis-le-Grand. Il fait son service militaire de novembre 1902 à septembre 1903 au 101e régiment d'infanterie. Licencié ès lettres, il est admis au barreau de Paris en octobre 1906 et devient le collaborateur d’Henry Lémery, qui sera député de la Martinique en 1914 et sous-secrétaire d’Etat de Clémenceau. Il poursuit ses études et devient docteur en droit en 1909 après avoir présenté une thèse intitulée La vie et les œuvres de Charles Loyseau. Passionné par l’art oratoire, il participe au concours d'éloquence de la conférence du stage et est élu parmi les 12 secrétaires de la conférence en 1911.
En 1914, attiré par le journalisme, il signe sous le pseudonyme Jean Brezolles ses premiers articles dans le journal L'Œuvre de Gustave Téry. Il collabore ensuite à une série d'études pour L'Opinion, publiée sous le titre Les Voyages d'Eudoxe autour de la chambre, à laquelle contribuent également Robert de Jouvenel, Louis Lazarus et Robert de Beauplan.
Les pamphlets qu'il rédige pour les journaux lui attirent des ennuis : il doit se battre en duel contre A. Martini en mai 1914. Le combat à l'épée a lieu à Neuilly-Saint-James, Jean Brezolles en sort victorieux après avoir blessé son adversaire au bras.
Robert de Jouvenel rapporte qu'en juillet 1914, Alfred Capus et Robert de Flers ont demandé à Jean Brezolles d'entrer au Figaro. Cela ne se fera pas, car mobilisé au début de la Première Guerre mondiale, il est incorporé le 11 août 1914, comme soldat de 2e classe, à la 27e compagnie du 101e régiment d'infanterie.
Avant de partir pour son régiment, il écrit un court article pour L'Œuvre qu'il conclut ainsi : « Nous ne travaillons pas seulement à faire l'avenir, mais à réparer le passé. Nous commençons notre besogne où nos frères de 70 l'ont laissée : à la délivrance du territoire. Il ne s'agit pas seulement de vaincre, mais de vaincre la défaite. Nous sommes nés dans le revers. Nous mourrons dans la victoire ».
Son régiment participe à la bataille de l’Ourcq puis, pendant la course à la mer, remonte vers la Somme où Jean Lelong est tué le 25 septembre 1914, lors des combats qui se déroulent à Champien,.
Le capitaine Nicolas, commandant le 2e bataillon écrit à ses parents : « Il partit trop insouciant, hélas, négligeant même de s'abriter et de ramper. Comme il s'approchait des tranchées où sa mission l'appelait — sous le feu immédiatement ouvert sur lui — une balle le frappa, non pas à la tête, mais en pleine poitrine. Il tomba aussitôt, et expira cinq minutes après, sans avoir repris connaissance […] Nous le portâmes à l'église de Champien […] Nous espérions pouvoir le faire inhumer le lendemain dans le cimetière du village, l'ennemi ne nous le permit pas. Au cours du bombardement implacable de l'église, il y mit le feu, et ceux qui y reposaient brûlèrent avec les débris ».
La citation qui accompagne sa médaille militaire à titre posthume au Journal officiel en août 1919 signale un « soldat courageux. A été tué glorieusement, le 25 septembre 1914, à Champien ». Elle est corrigée en 1920 :  « agent de liaison au 2e bataillon, s'est distingué dans plusieurs combats en portant des ordres sous un feu violent et a été tué au combat de Champien en remplissant volontairement auprès d'un autre bataillon, se trouvant engagé, une mission dont il était chargé. A été cité ».

## Distinctions
- Médaille militaire, à titre posthume, arrêté du 26 août 1919[13]
- Croix de guerre 1914–1918

## Hommages
- Le nom de Jean Brezolles est inscrit au Panthéon dans la liste des 560 écrivains morts pour la France pendant la guerre de 1914-1918[14].
- Son nom figure sur la plaque commémorative de la faculté de droit à Paris et sur le monument aux morts de Dreux[15].

## Œuvres principales
- La Vie et les œuvres de Charles Loyseau